# 兇夢傳染
《兇夢傳染》（日语：凶夢伝染）是ALI PROJECT的一張单曲唱片，由寶野亞莉華作詞，片倉三起也作曲，于2012年1月25日由Lantis公司發行，是ALI PROJECT的第29張單曲。

## 簡介
《兇夢傳染》是自上一張單曲《刀與鞘》（日语：刀と鞘）发行1年5个月後的第一张单曲。2012年，Lantis成為了其首發唱片公司。
A面曲被用作動畫劇集《Another》的主題歌。自《刀与鞘》，這是ALI PROJECT连续第二首作為動畫劇集的單曲，宣傳語是“……已经，开始了”。
《兇夢傳染》有初回限定版、普通版2种，初回限定版包含A面曲的弦乐版本和收录PV的DVD。PV中寶野化妝成了喪屍，活死娃娃、蜥蜴、蟲子也有出現。此外，托德·布朗宁导演的美國電影《怪胎》中的一个场景也被使用。
初回限定版和通常版唱片外套的设计一样，都是宝野穿着丧尸服装，起初设想要和PV一样有虫子出现，但是有工作人员说 “这不是昆虫图鉴” ，所以改成了玫瑰。通常版的外套上实以其作为主题曲的动画剧集《Another》中的角色见崎鸣。插图是由动画制作组P.A.Works专门绘制的。另外，为单曲唱片的外套使用动画插画设计距第11张单曲《月蚀大基诺剧》相隔了19张。
2012年2月18日，为纪念这张单曲的发行的现场演唱会“兇夢傳染嘉年华”（凶夢伝染カルナバル）在中野太陽廣場举行。标题中的“嘉年华”寓意这次演唱会的纪念意义，并且适逢威尼斯嘉年華會。

## 排行榜成绩
《兇夢傳染》2012年2月6日的Oricon周单曲排行榜上排第16位。初销售额五千张，与之前的《刀与鞘》水平相当。在1月24日的每日排行榜上，最高排名第13位；在2012年2月6日的Billboard排行榜上，Billboard JAPAN Hot Singles Sales中排名第15位，Billboard Hot Animation中排名第8位。 进入Hot Animation排行榜为ALI PROJECT的首次。另外，在2012年1月23日至1月29日的Sound Scan Japan单曲cd软件top20中排名第19位；在2012年2月4日播出的《COUNT DOWN TV》中的This Week's TOP 100中排名第39位，在2012年2月份的动画主题曲TOP100中排名第15位。

## 评价
CDJournal评价道: “与以之为主题曲的《Another》的世界观相符合，收录曲整体上都是全面深入怪诞设定的作品。”

## 收录曲目

### 通常版
| [ 1 ] | [ 1 ]                                | [ 1 ] |
| 曲序  | 曲目                                 | 时长  |
| ----- | ------------------------------------ | ----- |
| 1.    | 兇夢傳染                             | 4:25  |
| 2.    | 夜見的黃昏下，空虛的蒼之瞳。         | 5:02  |
| 3.    | 胎內人偶遊戲                         | 4:33  |
| 4.    | 兇夢傳染（配器）                     | 4:22  |
| 5.    | 夜見的黃昏下，空虛的蒼之瞳。（配器） | 5:01  |
| 6.    | 胎內人偶遊戲（配器）                 | 4:33  |

### 初回限定版
| [ 17 ] | [ 17 ]                       | [ 17 ] |
| 曲序   | 曲目                         | 时长   |
| ------ | ---------------------------- | ------ |
| 1.     | 兇夢傳染                     | 4:25   |
| 2.     | 夜見的黃昏下，空虛的蒼之瞳。 | 5:02   |
| 3.     | 胎內人偶遊戲                 | 4:33   |
| 4.     | 兇夢傳染（弦樂版）           | 4:36   |
| 5.     | 兇夢傳染（配器）             | 4:22   |

## 翻唱
歌手Machico翻唱过此曲，收录于专辑《COLORS II -RML-》中。

## 外部鏈接
- 《兇夢傳染》通常版（页面存档备份，存于）（日語）
- 《兇夢傳染》初回限定版（页面存档备份，存于）（日語）
- 豆瓣音乐上《兇夢傳染》的資料 （简体中文）